# John W. Blanchard
John W. Blanchard (Blandford, 1930  – aldaar, 20 september 2022) was een Britse plantenveredelaar en expert op het gebied van de wilde soorten van het plantengeslacht Narcis (Narcissus). Hij werkte vanaf 1954 samen met Douglas Blanchard (1887-1968) in Blandford, in de graafschap Dorset in Engeland.
Zijn werk Narcissus. A guide to wild daffodils uit 1990, met gedetailleerde informatie over het inheemse verspreidingsgebied van de soorten, wordt beschouwd als een standaardwerk over wilde narcissen. Zijn systematiek van de wilde soorten is niet strikt botanisch, maar deels gebaseerd op de visie van de plantenveredelaar. Na moleculair genetisch onderzoek werd in 2008 een nieuwere indeling gemaakt door Ben Zonneveld.

## Werk
- (en)  John W. Blanchard: Narcissus. A Guide to Wild Daffodils Alpine Garden Society, Woking 1990, ISBN 0-900048-53-0